# Star Trek: Picard temporada 2
La segona temporada de la sèrie de televisió estatunidenca Star Trek: Picard presenta el personatge Jean-Luc Picard l'any 2401. Ell i els seus companys estan atrapats en una realitat alternativa per l'ésser extradimensional Q com a part de la prova definitiva per a Picard, i han de viatjar de tornada a Los Angeles el 2024 per salvar el futur de la galàxia. La temporada va ser produïda per CBS Studios en associació amb Secret Hideout, Weed Road Pictures i Roddenberry Entertainment, amb Akiva Goldsman i Terry Matalas com a productors creadors.
Patrick Stewart interpreta Picard, repetint el seu paper de la sèrie Star Trek: La nova generació, així com d'altres mitjans de Star Trek. Alison Pill, Jeri Ryan, Michelle Hurd, Evan Evagora, Orla Brady, Isa Briones, Santiago Cabrera i Brent Spiner també hi participen. La segona temporada va estar en desenvolupament durant mesos abans de ser anunciada oficialment el gener de 2020, amb Matalas i Goldsman substituint el productor creador de la primera temporada Michael Chabon. Matalas va suggerir la història del viatge en el temps per estalviar costos després de la cara primera temporada, i va tornar a l'estil visual de "La nova generació" amb el nou dissenyador de producció Dave Blass. Retardat respecte a l'inici de la producció previst per al juny de 2020 per la pandèmia de COVID-19, el rodatge va començar a Califòrnia el febrer de 2021 i va durar fins al setembre amb rodatges en exteriors al voltant de Los Angeles. Durant el rodatge, Matalas va canviar de rumb a la direcció de la tercera temporada, que es va rodar seguida de la segona. La segona temporada compta amb estrelles convidades especials que tornen de mitjans anteriors de "Star Trek", com ara John de Lancie com a Q i Whoopi Goldberg com a Guinan.
La temporada es va estrenar al servei de streaming Paramount+ el 3 de març de 2022 i es va emetre durant 10 episodis fins al 5 de maig. Es va estimar que tindria una alta audiència i demanda del públic, i va rebre crítiques positives de la crítica. La temporada va ser nominada a quatre Primetime Creative Arts Emmy Awards i diversos altres premis.

## Episodis
| Núm. total | Núm. de la temporada | Títol                | Direcció         | Guió | Data d'emissió original |
| --- | -------------------- | -------------------- | ---------------- | --- | ----------------------- |
| 11 | 1                    | «The Star Gazer»     | Doug Aarniokoski | Akiva Goldsman & Terry Matalas | 3 de març de 2022       |
| L'almirall retirat Jean-Luc Picard rebutja les insinuacions romàntiques de la seva mestressa de casa Laris, un any i mig després de la mort de la seva parella Zhaban. Després de fer un discurs a una nova classe de cadets —inclòs el seu antic pupil Elnor— en el seu paper de canceller de l'Acadèmia de la Flota Estel·lar, Picard visita la seva vella amiga i cambrera Guinan per parlar sobre la seva manera d'evitar les relacions romàntiques durant tota la vida. A l'espai profund, el capità Chris Rios i la doctora Agnes Jurati de l'USS Stargazer investiguen una anomalia que emet una sol·licitud per negociar l'entrada a la Federació amb Picard. S'hi uneixen Set de Nou, un justicier que vola la vella nau de Rios La Sirena, i una flota de naus estel·lars, inclosa l'USS Excelsior, que té a bord Elnor i l'antiga primer oficial de Picard, Raffi Musiker. Quan arriba Picard, una nau Borg emergeix de l'anomalia i transporta la seva Reina a l'Stargazer. La Reina comença a assimilar tota la flota, cosa que fa que Picard iniciï l'autodestrucció de l'"Stargazer". Després de l'explosió, Picard es desperta en una versió de casa seva i és rebut per l'ésser extradimensional Q, que ha tornat per posar a prova Picard de nou. |                      |                      |                  | |                         |
| 12 | 2                    | «Penance»            | Doug Aarniokoski | Història de : Michael Chabon and Akiva Goldsman & Terry Matalas and Christopher Monfette Guió de : Akiva Goldsman & Terry Matalas and Christopher Monfette | 10 de març de 2022      |
| Picard s'assabenta per Q que ell i els seus companys es troben en una línia de temps alternativa on la humanitat ha format la xenòfoba "Confederació de la Terra", erradicant o esclavitzant sistemàticament races alienígenes. Picard, el comandant militar més gran de la Confederació, ha rebut l'honor d'executar l'última Reina Borg per part de Set de Nou, que és el president de la Confederació i està casada amb el Magistrat. El grup es reuneix i sap per la Reina Borg que poden evitar la formació de la Confederació viatjant a Los Angeles el 2024, cosa que només poden fer amb l'ajuda de la Reina. Agnes, Raffi i Elnor prenen el control de la comunicació i transporten els sistemes a la seu de la Confederació mentre Set i Picard guanyen temps a l'execució pública. A mesura que la multitud i el magistrat es preocupen per la seva paralització, els altres compleixen els seus objectius i Picard, Set, Agnes, Raffi, Elnor i la reina són teletransportats a la nau de Rios. Es preparen per iniciar el viatge en el temps quan el magistrat i els agents de seguretat es teletransporten a bord, disparen i fereixen Elnor, i es preparen per executar-los a tots per traïció.                                                       |                      |                      |                  | |                         |
| 13 | 3                    | «Assimilation»       | Lea Thompson     | Kiley Rossetter & Christopher Monfette | 17 de març de 2022      |
| Set distreu el magistrat el temps suficient perquè el grup el pugui dominar i matar-lo a ell i als seus oficials. La nau és atacada i la Reina aprofita la situació per connectar-se directament als ordinadors de la nau. Destrueix els seus perseguidors i la llança amb una tira al voltant del sol, creant un forat de cuc fins al 2024. Li diu a Picard que han de trobar "El Vigilant" a Los Angeles, qui sap què va canviar Q per causar la nova línia temporal. La nau s'estavella prop del Chateau Picard a França i la Reina desvia tota l'energia per mantenir-se. Elnor mor a causa de les seves ferides, i Raffi culpa enfadada a Picard abans de marxar amb Set i Rios per començar a buscar el Vigilant. El transportador de Rios funciona malament i ell queda inconscient, despertant-se en una clínica que tracta en secret immigrants indocumentats. Abans que pugui marxar, agents d'immigració assalten la clínica i arresten tant a Rios com a la seva metgessa, Teresa. El comunicador de Rios es queda enrere. Malgrat els avisos de Picard, Agnes connecta la seva ment amb la Reina i s'assabenta de la ubicació exacta del Vigilant abans que pugui ser assimilada, impressionant la Reina                                               |                      |                      |                  | |                         |
| 14 | 4                    | «Watcher»            | Lea Thompson     | Història de : Travis Fickett & Juliana James Guió de : Juliana James & Jane Maggs                                                                          | 24 de març de 2022      |
| Picard i Agnes s'assabenten per la connexió d'Agnes amb la Reina que el canvi a la línia temporal que han d'evitar per evitar el futur fosc de la Confederació passarà d'aquí a tres dies, el 15 d'abril de 2024. Picard es transporta al lloc que Agnes va aprendre de la Reina i troba una versió més jove de Guinan que no el coneix i que té previst abandonar la Terra després de desil·lusionar-se amb la humanitat. Set i Raffi busquen Rios, que és processat per l’ICE i enviat a un districte santuari a la frontera amb els Estats Units. Aconseguen rastrejar l'autobús en què es troba Rios amb l'ajuda d'Agnes, que enganya la Reina perquè millori els sistemes de transport de La Sirena. Després que Picard reveli el seu nom i expliqui que està buscant un observador, Guinan el condueix a algú que també es coneix com a "Supervisor" que actua com a "àngel de la guarda" per a algú a la Terra. El Supervisor, que s'assembla a Laris però sembla humana, es teletransporta amb Picard. Mentrestant, Q s'acosta a una dona que treballa en la missió espacial planificada Europa. Se sorprèn en descobrir que no pot canviar el seu destí.                                                                                                   |                      |                      |                  | |                         |
| 15 | 5                    | «Fly Me to the Moon» | Jonathan Frakes  | Cindy Appel | 31 de març de 2022      |
| La supervisora es presenta com a Tallinn i explica a Picard que té la tasca de protegir la seva avantpassat Renée Picard, la dona a qui Q havia apuntat abans, perquè Renée juga un paper important en el futur. Q s'acosta al Dr. Adam Soong, un genetista caigut en desgràcia que està desesperat per trobar una cura per a la malaltia genètica terminal de la seva filla Kore. A canvi d'un vial de medicina que pot salvar la vida de Kore, Q demana ajuda a Soong per tractar amb Renée. Set i Raffi alliberen Rios de la custòdia de l'ICE. De tornada a "La Sirena", la Reina intercepta les comunicacions de la nau per emetre una trucada d'emergència i atraure un policia a la nau. L'Agnes dispara a la Reina per evitar que assimili el policia, però la Reina moribunda injecta a l'Agnes nanosondes Borg. Picard sap que Renée està destinada a trobar un organisme sensible a la lluna Io de Júpiter i és essencial que no es retiri de la missió Europa. Per monitoritzar-la en una gala prèvia al vol, l'Agnes s'infiltra a l'esdeveniment per piratejar el sistema perquè tots puguin assistir-hi, però la consciència de la Reina Borg s'amaga dins de la seva ment.                                                                           |                      |                      |                  | |                         |
| 16 | 6                    | «Two of One»         | Jonathan Frakes  | Cindy Appel & Jane Maggs | 7 d'abril de 2022       |
| Amb l'ajuda de la reina, l'Agnes dóna accés a Picard, Tallinn i Rios a la gala. Allà, Picard s'enfronta a Soong, que alerta a seguretat que Picard és perillós. L'Agnes i la reina tallen els llums i creen una distracció cantant una versió de jazz de "Shadows of the Night". La descàrrega resultant d'endorfines permet a la reina prendre el control total del cos d'Agnes. Q, havent assumit el paper de terapeuta de Renée, alimenta la seva inseguretat amb missatges de text, i ella comença a fugir de la festa. Picard la troba i la convenç de dur a terme la missió parlant de la seva mare, que també estimava les estrelles i tenia problemes de salut mental. Soong veu Renée i Picard caminant junts a fora i intenta atropellar Renée amb el seu cotxe. Picard l'empeny fora del camí, però el cotxe l'atropella i la deixa inconscient. Després de tornar a casa, Soong es desfoga delirantment contra Kore; ella investiga la seva recerca i descobreix que és l'única que ha sobreviscut dels molts clons aparents que ell va crear. A la clínica de Teresa, Tallinn decideix entrar a la ment de Picard per ajudar-lo a despertar-se d'un record en què té la ment fixada.                                                                   |                      |                      |                  | |                         |
| 17 | 7                    | «Monsters»           | Joe Menendez     | Jane Maggs | 14 d'abril de 2022      |
| Dins de la seva ment, Picard reviu part d'un record de la seva infància on el seu pare, aparentment maltractador, Maurice perseguia el jo més jove de Picard i la seva mare Yvette per tota la casa. Tallinn ajuda a Picard a adonar-se que la seva mare en realitat estava lluitant contra una malaltia mental i que Maurice només intentava protegir-la a ella i a Picard. Picard es desperta del coma i Tallinn revela que en realitat és romulana i possiblement l'avantpassat de Laris. Picard teoritza que Q pot tenir un interès personal en el seu "judici" i demana a Guinan que invoqui Q mitjançant un ritual El-Aurià; el ritual falla just quan l'agent de l'FBI Martin Wells entra al bar i els arresta basant-se en imatges de vigilància de Picard utilitzant el seu transportador. Rios porta en secret Teresa i el seu fill a "La Sirena", confessant que és un viatger del temps. Raffi i Set descobreixen que els ordinadors de la nau han estat sabotejats amb codis d'encriptació Borg i comencen a rastrejar Agnes. Troben un bar on ella va trencar una finestra i s'adonen que la Reina intenta crear més endorfines a Agnes fins que tingui prou poder per assimilar més gent i convertir-se en una nova Reina Borg.                      |                      |                      |                  | |                         |
| 18 | 8                    | «Mercy»              | Joe Menendez     | Cindy Appel & Kirsten Beyer | 21 d'abril de 2022      |
| Wells intenta que Picard i Guinan confessin que són extraterrestres. Els separa, i Guinan rep la visita de Q, que li explica que s'està morint i que la "prova" és un intent final de donar sentit a la seva pròpia vida. Assenyala que tots els humans estan atrapats en el passat, i Guinan utilitza la projecció astral per compartir aquest missatge amb Picard. Wells revela que es va trobar amb extraterrestres quan era petit i va pensar que el volien matar, però Picard explica que eren vulcanians que només intentaven esborrar els seus records. Wells es veu obligat a alliberar Picard i Guinan després que l'FBI el destitueixi per dur a terme una investigació il·legal. Mentrestant, Raffi i Set troben la Reina recollint bateries de cotxe i telèfon per modificar el cos de Jurati i fer-lo capaç d'assimilació. Ella els ataca, però Agnes aconsegueix obligar-la a aturar-se i marxar. Després de conèixer la seva veritable naturalesa, Kore deixa el seu pare amb l'ajuda de Q. La Reina persuadeix Soong que pot salvar el seu llegat ajudant-la a robar "La Sirena", permetent-li així conquerir la galàxia. Soong li proporciona un esquadró de mercenaris per convertir en drons Borg.                                               |                      |                      |                  | |                         |
| 19 | 9                    | «Hide and Seek»      | Michael Weaver   | Matt Okumura & Chris Derrick | 28 d'abril de 2022      |
| La Reina, Soong i els drons es teleporten a La Sirena mentre que Picard, Tallinn, Raffi i Set es teleporten al Chateau Picard. La consciència d'Agnes bloqueja la connexió de la reina amb els sistemes de la nau fins que arriben Set i Raffi. Intenten utilitzar la nau contra la reina, però ella fereix mortalment Set. Després d'enviar Rios, Teresa i el seu fill a un lloc segur, Picard i Tallinn escapen de Soong i els drons als túnels sota el castell. Picard recorda que la seva mare va tenir una crisi nerviosa mentre jugaven a fet i amagar als túnels quan ell era petit, després que ella acabés amb la seva pròpia vida. Parlar d'això amb Tallinn ajuda a Picard a acceptar-ho. Soong els acorrala, però Rios es teletransporta i l'obliga a fugir. Agnes persuadeix la Reina perquè canviï la seva manera de fer i construeixi un nou col·lectiu Borg a través de la cooperació en lloc de l'assimilació, convertint-se realment en una nova Reina Borg. La nova Reina cura Set afegint-la al col·lectiu, i després marxa amb "La Sirena" cap al Quadrant Delta, deixant un missatge per a Picard: hi ha d'haver dues versions de Renée, una que volarà la missió Europa i una que morirà.                                                    |                      |                      |                  | |                         |
| 20 | 10                   | «Farewell»           | Michael Weaver   | Christopher Monfette & Akiva Goldsman | 5 de maig de 2022       |
| Malgrat les protestes de Picard, Tallinn interpreta el missatge de la reina com la seva necessitat de sacrificar-se per salvar Renée. Utilitza una disfressa hologràfica per frustrar l'intent d'assassinat de Renée per part de Soong i mor als braços de Picard mentre Renée parteix en la missió Europa. Després del seu fracàs, Soong torna a casa i descobreix que Kore ha esborrat els seus fitxers digitals, tot i que encara té un fitxer físic etiquetat com a "Projecte Khan". Wesley Crusher recluta Kore per unir-se als Viatgers, i Rios decideix quedar-se en el passat amb Teresa. Q i Picard discuteixen el propòsit de la prova: Q espera que Picard hagi après a deixar enrere el passat i acceptar l'amor. Q llavors utilitza el seu últim poder per enviar Picard, Set i Raffi de tornada a l'"Stargazer" a la seva pròpia línia de temps, on Elnor és viu. Picard reconeix que aquesta Reina Borg és Agnes, el col·lectiu de la qual ha detectat un nou conducte trans-curvatura que ofereixen a supervisar com a membres provisionals de la Federació. Després de reunir-se amb Guinan més gran i aprendre sobre la vida de Rios al segle XXI, Picard torna al seu castell i demana a Laris una segona oportunitat per estar junts.           |                      |                      |                  | |                         |

## Repartiment i personatges

### Principal
- Patrick Stewart com a Jean-Luc Picard[1]
- Alison Pill com a Agnes Jurati[1] i la nova Reina Borg[2]
- Jeri Ryan com a Set de Nou[3]
- Michelle Hurd com a Raffi Musiker[1]
- Evan Evagora com a Elnor[1]
- Orla Brady com a Laris[3] i Tallinn[4]
- Isa Briones com a Soji Asha[1] i Kore Soong[5]
- Santiago Cabrera com a Chris Rios[1]
- Brent Spiner com a Adam Soong[5]

### Recurrent
- John de Lancie com a Q[3]
- Madeline Wise com a Yvette Picard[6]
- Annie Wersching com la reina Borg original[7]
- Sol Rodríguez com a Teresa Ramirez[8]
- Ito Aghayere com a jove Guinan[9]
- Penelope Mitchell com a Renée Picard[4]

### Actors convidats
- Whoopi Goldberg com a Guinan[10]
- April Grace com a Sally Whitley[11]
- Kirk Thatcher com a punk a l'autobús[12]
- James Callis com a Maurice Picard[13]
- Jay Karnes com a Martin Wells[14]
- Wil Wheaton com a Wesley Crusher[15]

## Producció

### Desenvolupament
La productora executiva Heather Kadin va revelar a l'octubre de 2018 que Star Trek: Picard estava pensada per ser una sèrie contínua en lloc d'una minisèrie limitada; els productors sabien des del moment en què Patrick Stewart va signar per protagonitzar la sèrie que definitivament es faria una segona temporada. Stewart ho va reiterar el febrer de 2019 i va afegir: "Estem preparats per a possiblement tres anys d'aquesta sèrie". Aquell setembre, Stewart va dir que el rodatge d'una segona temporada podria començar ja al març de 2020. El cocreador Alex Kurtzman va confirmar un mes després que una segona temporada "ja estava en marxa" abans de l'estrena de la primera temporada el gener de 2020.

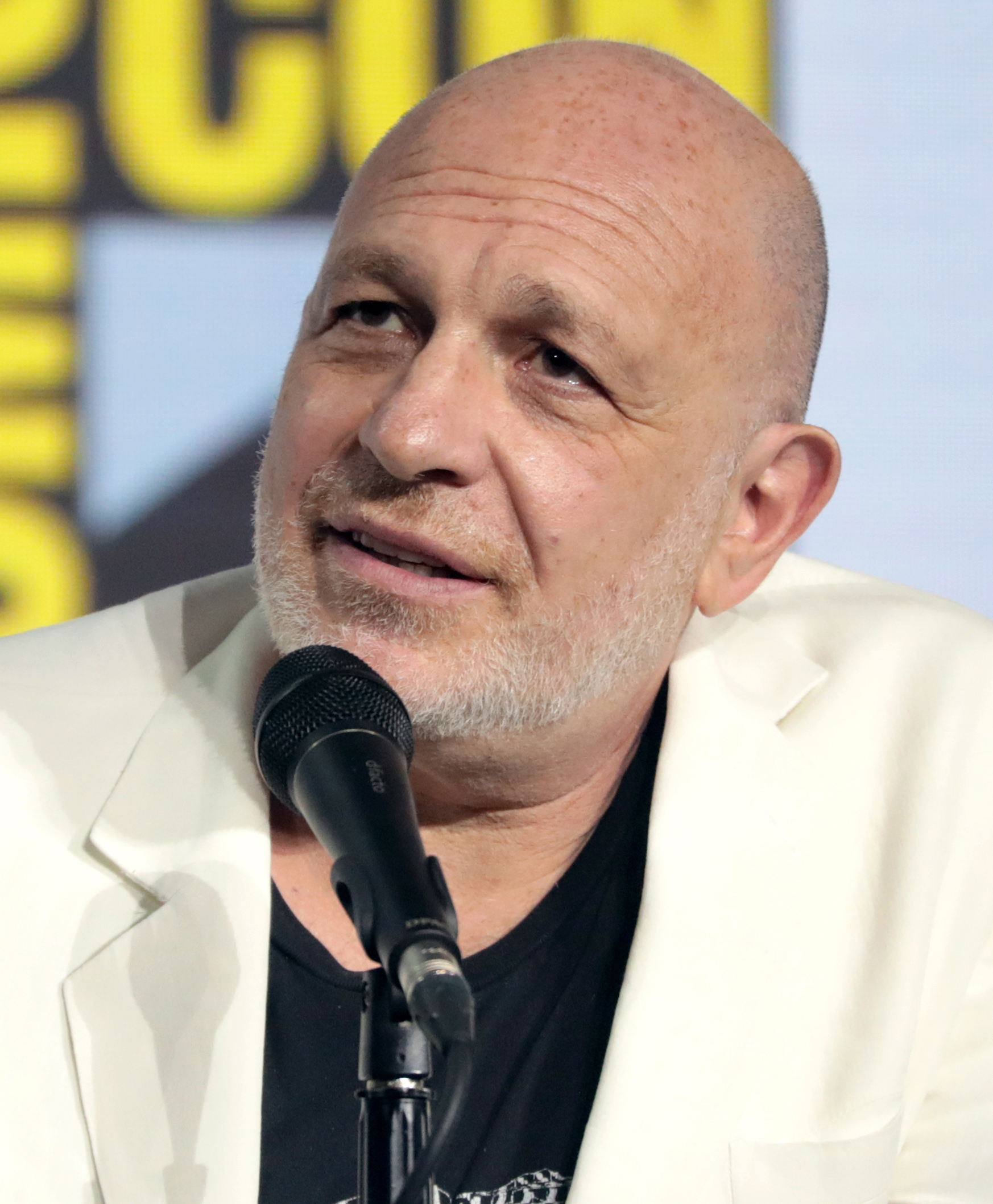
Akiva Goldsman (a la imatge) va ser co-productor creador durant la temporada amb Terry Matalas, i va continuar dirigint la temporada quan Matalas va canviar a la tercera durant la producció.

A principis de desembre, el cocreador i showrunner Michael Chabon va signar un acord general amb CBS Television Studios per crear diverses sèries noves per a ells, començant amb una adaptació de la seva novel·la The Amazing Adventures of Kavalier & Clay. S'esperava que Chabon romangués amb Picard com a productor creador fins que hagués de canviar de direcció a Kavalier & Clay en algun moment del 2020, moment en què encara estaria involucrat creativament a Picard com a productor executiu. Una setmana més tard, la sèrie va rebre informalment llum verda per a una segona temporada de 10 episodis després que la California Film Commission li assignara 20,4 milions de dòlars en crèdits fiscals perquè la producció continués filmant-se a Califòrnia. Aquesta va ser la quantitat més alta que cap sèrie de televisió havia rebut del programa des de la seva expansió el setembre de 2014. S'esperava una renovació oficial del servei de streaming CBS All Access (més tard rebatejat com a Paramount+) un cop es pogués confirmar un productor creador per a la segona temporada.
El gener de 2020, CBS va anunciar oficialment la renovació de la segona temporada i va revelar que Terry Matalas s'havia unit a la sèrie com a productor executiu per omplir el buit que es crearia amb la marxa de Chabon. CBS havia traslladat Matalas, que va començar la seva carrera treballant a Star Trek: Voyager i Star Trek: Enterprise, de MacGyver a Picard perquè aquest últim es considerava una alta prioritat per a l'estudi. Matalas havia estat treballant amb Chabon i els guionistes de la segona temporada durant un temps abans de l'anunci oficial, i s'esperava que assumís el càrrec de showrunner un cop Chabon deixés la sèrie. També es va informar que Picard tenia llum verda informal per a una tercera temporada que es desenvoluparia al mateix temps que la segona, de manera que les dues es podrien filmar consecutivament. Chabon va expressar el seu pesar per haver de deixar la sèrie, però va dir que estava "tan involucrat" en el desenvolupament de la segona temporada com ho havia estat a la primera, i que escriuria per a la segona temporada a més de seguir sent productor executiu. La diferència, va explicar, era que no dirigiria la sèrie diàriament un cop comencés el rodatge.
El periodista Marc Bernardin, que va començar la seva carrera treballant com a becari a Star Trek: Deep Space Nine, es va unir a Picard com a productor supervisor el març de 2020. A finals d'aquell mes, el rodatge havia de començar a mitjans de juny. Aquests plans es van fer abans que comencés la pandèmia de COVID-19. El productor executiu i cocreador Akiva Goldsman va dir el maig de 2020 que si el rodatge no podia començar al juny a causa de la pandèmia, començaria tan aviat com fos possible després que s'aixequessin les restriccions pandèmiques. Aquell setembre, després que s'arribés a un acord entre els principals estudis i els sindicats de Hollywood sobre les mesures de seguretat per a les produccions durant la pandèmia, el director Jonathan Frakes va dir que el rodatge podria començar el gener de 2021 i va afegir que Stewart estava desitjós de començar tan aviat com fos possible; el rodatge va començar al febrer. Es va revelar que Goldsman i Matalas serien co-productors creadors de la temporada aquell abril, i ho va fer fins que Matalas va canviar a la tercera temporada a la meitat del rodatge de la segona. Goldsman va continuar dirigint la segona temporada. El canvi d'enfocament de Matalas va succeir més tard del previst a causa de la pandèmia i els problemes amb l'escriptura de la segona temporada.

### Escriptura
Després del final de la primera temporada, Chabon i Goldsman van dir que la segona temporada no ignoraria el fet que la consciència de Picard es va transferir a un cos sintètic durant aquell episodi. Van afegir que la temporada exploraria més a fons les vides personals del repartiment secundari de la sèrie, la història dels refugiats romulans de la primera temporada, i la tecnologia i la cultura de la Flota Estel·lar. Goldsman va dir que la temporada continuaria explorant els problemes que sorgeixen en l'última etapa de la vida d'una persona. Una lliçó apresa pels guionistes durant la primera temporada, segons Goldsman, va ser planificar la història completa i el final de la temporada abans de començar a filmar.
Els guionistes van començar fent preguntes sobre el paper de Picard a la primera temporada, com ara "Per què està sol en una vinya amb un gos? Per què mai es va casar amb Beverly Crusher i va tenir una família?" Això els va portar a desconstruir Picard de maneres diferents de la primera temporada, posant èmfasi en les seves relacions passades, el romanç i "les peces del trencaclosques del seu passat que li impedeixen abraçar el seu futur". Després d'unir-se a la sèrie, Matalas va suggerir que incloguessin l’ésser extradimensional Q de Star Trek: La nova generació. Va considerar que la relació de Q amb Picard era important per a aquest últim, i va dir que Q era "la figura que introdueixes quan els teus herois necessiten enfrontar-se al seu jo més veritable". Volia explicar una història dramàtica amb Q en lloc de simplement utilitzar-lo per a "entremaliadures a l'estil Loki" com en les aparicions anteriors del personatge. Matalas, conegut per la sèrie de viatges en el temps 12 Monkeys, també va suggerir la trama del viatge en el temps de la temporada. Això es va inspirar en la pel·lícula Star Trek 4: Missió salvar la Terra (1986), i va ser una manera d'estalviar diners després de la cara primera temporada. Va dir que "totes les bones històries de viatges en el temps són emocionals en la seva essència i parlen d'alguna cosa que està passant amb el teu personatge principal", i la temporada explora el trauma de Picard pel suïcidi de la seva mare quan era petit. Stewart va aportar la seva pròpia experiència de violència domèstica infantil i el trauma posterior a aquesta història. Matalas va elogiar Goldsman per desenvolupar aquestes idees en una "exploració psicològica de Picard realment fascinant i esfereïdora".
La segona i la tercera temporada expliquen històries separades, tot i haver estat desenvolupades juntes. Abans de finals de 2019, Chabon i Goldsman es van reunir amb Stewart per presentar la història de la temporada, i Kurtzman va dir el gener de 2020 que els guionistes hi confiaven. Kurtzman volia l'opció d'ajustar la història basant-se en les respostes a la primera temporada, però Chabon va dir que la segona temporada no es veuria afectada pels fans que van criticar la primera per no complir les seves expectatives. La història completa de la segona temporada es va tancar el març del 2020 i s'havia començat a escriure. La història presenta Q enviant Picard i els seus companys a una línia de temps alternativa on la humanitat ha format la xenòfoba "Confederació de la Terra" en lloc de la Federació Unida de Planetes. Han de viatjar en el temps fins al segle XXI per evitar que aquest futur fosc passi. Els retards de producció causats per la pandèmia van permetre escriure més episodis per endavant del que és habitual, cosa que significava que els episodis anteriors es podien revisar posteriorment en funció dels posteriors. Després d'escriure nou episodis, Paramount+ va demanar reescriptures per eliminar algunes de les idees més pesades de ciència-ficció que consideraven massa "in-Star Trek". Això incloïa subtrames amb els romulans i una zona secreta del bar de Guinan per a diferents espècies alienígenes que s'amaguen a la Terra, aquesta última inspirada en la discoteca Café Américain de Rick a la pel·lícula Casablanca (1942). Un altre canvi fet durant les reescriptures va ser condensar dos episodis que Chabon va escriure, explorant la fosca línia temporal alternativa, en un de sol.
La temporada presenta un nou col·lectiu Borg que Matalas va reconèixer que va causar certa confusió al públic. Va dir que el nou col·lectiu és independent dels Borg que es veuen en els mitjans anteriors de "Star Trek" i no havia retrocontinuïtat amb les històries anteriors dels Borg. Es van escriure escenes amb molta exposició per a la segona i tercera temporades que haurien aclarit això, però no es van filmar perquè els productors van considerar que no serien interessants per al públic. L'anomalia que descobreix el nou col·lectiu es va afegir al final de la producció per donar una mica d'acció al final. Es van suggerir que això es podria ampliar a la tercera temporada, però els guions de la tercera temporada estaven massa avançats en aquell moment per afegir-ho. L'escriptura de la segona temporada es va completar després que comencés el rodatge a principis del 2021. Goldsman va dir que no estaria clar si havien aconseguit elaborar la història completa fins que no s'hagués acabat l'edició.

### Càsting
El juny del 2020, s'esperava que la majoria del repartiment principal de la primera temporada protagonitzessin la segona, incloent-hi Patrick Stewart com a Jean-Luc Picard, Alison Pill com a Agnes Jurati, Isa Briones com a Soji Asha, Evan Evagora com a Elnor, Michelle Hurd com a Raffi Musiker i Santiago Cabrera com a Cristobal "Chris" Rios. Harry Treadaway, que va interpretar Narek a la primera temporada, no va tornar per a la segona.
El febrer de 2019, Whoopi Goldberg va declarar que li agradaria repetir el seu paper de Guinan a Star Trek: La nova generació a Picard. Aquell juliol, Robert Picardo, que va interpretar el doctor hologràfic a Star Trek: Voyager, va dir que la CBS havia expressat el seu interès en el seu retorn per a la segona temporada de Picard. El gener de 2020, mentre promocionava la primera temporada de la sèrie al programa d'entrevistes The View, Stewart va convidar oficialment  Goldberg a aparèixer a la segona temporada, una invitació que Goldberg va acceptar. A l'abril, LeVar Burton havia parlat de repetir el seu paper de Geordi La Forge a Picard ', i va dir que hi havia una possibilitat que aparegués a la segona temporada, mentre que Gates McFadden va dir al juny que hi havia una "bona probabilitat" que reprengués el seu paper de Beverly Crusher de "La nova generació" a la temporada. Al juliol, Picardo va elogiar la sèrie i va expressar el seu interès a ser-hi estrella convidada en el futur, però va dir que no hi havia "absolutament cap pla" perquè aparegués a la segona temporada. El maig de 2021, McFadden va dir que "les coses han canviat molt a diferents nivells" i que ja no apareixeria a la segona temporada, expressant la seva decepció per això, tot i que a l'abril de 2022 es va revelar que repetiria el seu paper a la tercera temporada de "Picard", juntament amb Burton i altres membres del repartiment de "La nova generació".
Després de repetir el seu paper de Data a La nova generació a la primera temporada, Brent Spiner va dir el març de 2020 que no ho tornaria a fer, ja que considerava que la història era un final adequat per al personatge. Va expressar interès a tornar com el Dr. Altan Inigo Soong, a qui va començar a interpretar al final en dues parts de la primera temporada, i Goldsman va admetre més tard que Altan Soong va ser creat en part perquè Spiner pogués tornar després de la mort de Data. Chabon va expressar interès en el retorn de les estrelles convidades recurrents de la primera temporada Jeri Ryan, Orla Brady i Jamie McShane per a la segona temporada, respectivament com a Set de Nou de Voyager i els membres del personal romulà de Picard, Laris i Zhaban. Va dir que una relació entre Set i Raffi que es va insinuar al final de la primera temporada s'exploraria a la segona. Ryan va confirmar el maig de 2020 que tornaria per a la segona temporada, i es va revelar que ella, Brady i Spiner eren membres principals del repartiment a l'abril de 2021. Es va revelar que Zhaban havia mort des del final de la primera temporada, i Laris es convertia en un interès amorós per a Picard a la segona. Brady també interpretaria Tallinn, una avantpassada de Laris que és un supervisor com el personatge de Star Trek: La sèrie original Gary Seven. El contracte de Spiner estipulava que no tornaria a interpretar Data, i en canvi interpreta un nou avantpassat de Soong el 2024 anomenat Adam. Briones interpreta la seva filla, Kore, cosa que ajuda a explicar en qui va basar Data l'aparició de Soji de Briones a la primera temporada: Soji és un ésser sintètic que Data va crear per ser la seva filla.
També a l'abril de 2021, es va anunciar que John de Lancie repetiria el seu paper de Q de "La nova generació" a la temporada. Per explicar per què Q sembla molt més gran en aquesta temporada que a "La nova generació", el personatge inicialment apareix igual que en aquella sèrie, amb de Lancie rejovenit digitalment, abans d'escollir envellir-se per igualar el Picard més gran. Al setembre, es va revelar que Annie Wersching seria l'escollida per al paper recurrent de la Reina Borg, substituint Alice Krige, que va interpretar el personatge a la pel·lícula Star Trek: First Contact (1996) i al final de la sèrie Voyager. Susanna Thompson també va interpretar el personatge en diversos episodis de Voyager. El primer paper televisiu de Wersching va ser com a estrella convidada a Star Trek: Enterprise, i Goldsman va considerar tancar aquest cercle fent que aquesta versió de la Reina Borg fos el mateix personatge, però aquesta idea no va arribar a la pantalla. Més tard a la temporada, la Reina Borg entra a la ment d'Agnes Jurati i es converteix en una nova Reina que interpreta Alison Pill. Matalas va revelar el gener de 2024 que Emily Hampshire, que va protagonitzar 12 Monkeys, gairebé va ser escollida com la Reina Borg, però problemes d'agenda ho van impedir. La temporada presenta una versió més jove de Guinan el 2024 que encara no coneix Picard. La versió original de Guinan va conèixer Picard per primera vegada el 1893 durant els esdeveniments de l'episodi de viatge en el temps de La nova generació "La sageta del temps", però Matalas va explicar que aquests esdeveniments no succeeixen durant la línia temporal alterada d'aquesta temporada perquè la Federació no existeix. Una fan de La nova generació des de fa molt de temps, l'estrella convidada Ito Aghayere va revisitar els episodis de Goldberg i va estudiar els seus manierismes. Tenia la intenció que la seva versió comencés sent més agressiva i creixés fins a l'actuació més tranquil·la de Goldberg.
Amb la temporada aprofundint en la família de Picard, la seva mare Yvette apareix diverses vegades a través de salts enrere interpretats per Madeline Wise. El personatge va ser interpretat com una dona gran per Herta Ware a l'episodi de La nova generació "Allà on no ha estat mai ningú", però els salts enrere d'aquesta temporada mostren que va lluitar contra problemes de salut mental i es va suïcidar quan Picard era un nen. Per explicar l'aparició de Ware com una versió més gran del personatge, Picard diu que ha estat suprimint el record de la mort de la seva mare i ha tingut visions d'ella que viurà una vida llarga. James Callis, que va tenir un paper recurrent a 12 Monkeys, apareix com el pare de Picard, Maurice. El personatge va ser interpretat per Clive Church a La nova generació. Un nou membre de la família, Renée Picard, juga un paper clau en els esdeveniments de la temporada 2024, interpretada per Penelope Mitchell.
Wil Wheaton va repetir el seu paper de Wesley Crusher a "La nova generació" per a una aparició al final de temporada, que va mantenir en secret durant aproximadament un any fins que es va estrenar l'episodi. Wheaton estava emocionat de tornar i va elogiar els guionistes per honorar el cànon que va desenvolupar per al personatge després de "La nova generació", en què Crusher fa de un dels Viatgers i és "efectivament la versió de Star Trek d'un Senyor del Temps" de Doctor Who. Els productors també volien que Robert Beltran repetís el seu paper de Chakotay de "Voyager". El personatge hauria estat el magistrat de la Confederació i marit de Set de Nou a la línia temporal alternativa, convertint-lo en el principal dolent d'aquell episodi. A Beltran no li va agradar la direcció que va prendre aquest Chakotay, així que va rebutjar l'oferta de repetir el seu paper, cosa que va portar a reescriptures. El magistrat de la Confederació sense nom va ser interpretat per Jon Jon Briones, el pare d'Isa Briones. Quan va ser productor associat a Star Trek 4: Missió salvar la Terra, Kirk Thatcher va aparèixer breument a la pel·lícula com el "punk al bus". Va repetir aquest paper per a una altra breu aparició a la segona temporada de Picard, que va ser una de les primeres coses que Matalas va proposar per a la temporada com una manera de fer referència a la pel·lícula i reconèixer la seva influència en la història de la temporada. Thatcher estava tant emocionat de tornar al paper que va dir que allò era pel que era més conegut, i tenia suggeriments per a l'aspecte del personatge, incloent-hi un mohawk vermell similar al que tenia a la pel·lícula. April Grace, que anteriorment va interpretar Maggie Hubbell en episodis de La nova generació i Deep Space Nine, interpreta l'almirall Sally Whitley a l'estrena de la temporada. Jay Karnes interpreta l'agent de l'FBI Martin Wells després d'haver interpretat anteriorment l'oficial de la Flota Estel·lar Ducane, que viatja en el temps, a Voyager.
Sol Rodríguez té un paper recurrent a la temporada com a Teresa Ramirez, una metgessa que tracta aquells sense identificació ni diners i ajuda Rios. A més, Patton Oswalt va proporcionar la veu d'un gat virtual anomenat Spot 73; Brian "Q" Quinn fa un cameo com a Dale, un personatge que també va interpretar a les sèries anteriors de Matalas 12 Monkeys i MacGyver; la directora Lea Thompson apareix com la Dra. Diane Werner, la presidenta d'un comitè que retira la llicència d'investigació i finançament d'Adam Soong; i l'esposa de Stewart Sunny Ozell fa un cameo cantant en un bar on va Jurati.

### Disseny
Matalas va dir que cada temporada es diferenciaria visualment. Volia tornar a l'estil visual de l'era La nova generació tot incorporant elements de les pel·lícules de l'època de la Sèrie original, que eren les seves preferides. Va dir que el nou dissenyador de producció Dave Blass era un fan de "Star Trek" des de feia molt de temps que també volia tornar a aquella estètica, i tots dos van insistir a recuperar diversos creatius de sèries anteriors de "Star Trek", com ara Michael i Denise Okuda, que van dissenyar el sistema informàtic LCARS per a "La nova generació"; el dissenyador conceptual i artista d'efectes visuals de "Star Trek" des de feia molt de temps Doug Drexler; i el dissenyador freqüent de naus espacials de "Star Trek" John Eaves. L'equip de disseny va incloure moltes referències a projectes anteriors de "Star Trek", que Matalas va qualificar de "divertides i friquis", però també sobre honorar la història i el llegat de la franquícia. La seqüència de títols inicial de la sèrie va ser actualitzada des de la primera temporada per l'agència creativa Prologue per incloure noves imatges de la segona temporada, incloent-hi l'addició d'una insignia de la Flota Estel·lar a la jaqueta de Picard per a la imatge final.
Els dissenys d'uniformes de la Flota Estel·lar de la primera temporada es van fusionar amb els de les pel·lícules de l'època de la "Sèrie Original"; un dels vestits de Leonard Nimoy de Spock a Star Trek 2: La còlera del Khan (1982) es van utilitzar com a referència. Els nous dissenys tenen una obertura semblant a una jaqueta i eliminen el "coll militarista" dels uniformes de la primera temporada. Són negres amb diferents colors al pit i les espatlles per representar cada divisió. La insígnia d'assignació de l'Acadèmia de la Flota Estel·lar de Picard es va inspirar en la insígnia que portava l'almirall James T. Kirk de William Shatner a La còlera del Khan. La Reina Borg estava pensada per ser un personatge nou amb accés a la mateixa informació que les Reines anteriors, i Matalas volia un nou disseny que honrés els dissenys anteriors de la Reina Borg alhora que "el portés al món del streaming 4K". El dissenyador de criatures Neville Page va crear el nou disseny que va ser traduït en pròtesis per Glenn Hetrick i Alchemy Studio. El cap de pròtesis James Mackinnon va aplicar les pròtesis a Wersching, que inicialment va trigar quatre hores però es va reduir a dues hores i mitja al final de la producció. Les pròtesis consistien en una peça de corona que Page va esculpir digitalment, basant-se en escanejos del cap de Wersching, que es va imprimir en 3D i tenia il·luminació integrada. Es van utilitzar 10 peces de silicona més per cobrir la cara, el coll i les espatlles de Wersching, amb imants integrats on la Reina havia de ser connectada al seu recipient de contenció. Page volia igualar la silueta original de la Reina Borg de només un cap i un coll, però finalment va donar al personatge espatlles i braços a causa de problemes logístics. Va abordar el personatge com una evolució de les pròtesis que ja s'utilitzaven per a Set de Nou, que té implants Borg.
L'equip de disseny volia expandir el chateaul Picard més enllà del conjunt d'estudi principal de la primera temporada, introduint una biblioteca i un solàrium. El director d'art Joe Comeau va descriure el castell com un "reflex de la psique" de Picard. Es veu en tres períodes de temps diferents de la temporada: 2401 al principi de la temporada, abandonat el 2024 durant gran part de la temporada, i en flashbacks al 2315 quan el jove Picard i la seva família s'hi muden per primera vegada. Matalas i els dissenyadors volien unir l'aspecte del castell de la primera temporada amb la seva representació a la Episodi de La nova generació "Família". Les imatges inicials del chateau el 2024 inclouen dues ales de l'edifici que no es veuen a la primera temporada ni a les escenes 2401 de la segona temporada. Aquestes coincideixen amb les parts de l'edifici que es veuen a "Família", cosa que suggereix que es van cremar durant l'incendi que es menciona a la pel·lícula Star Trek: Generations (1994). Es van incloure proves de danys per incendi en el disseny del solàrium el 2401, i els decorats de 2315 estaven pensats per alinear-se amb l'estil dels decorats de "Família" en lloc de l'"aspecte toscà" de la primera temporada i els decorats de 2401 de la segona temporada. Els dissenyadors tenien la intenció de tenir danys importants, com un "sostre trencat", als decorats de 2024, però això es va reduir a favor de l'envelliment general i l'acondicionament dels decorats.
La temporada presenta una nova nau estel·lar, l'USS Stargazer (NCC-82893). Dissenyada per Eaves, Drexler i Blass, es basava en una USS Stargazer (NCC-2893) anterior, la primera nau estel·lar que va capitanejar Picard, que es va introduir a l'episodi de La nova generació "La batalla". La nova nau conserva el disseny únic original de la Stargazer de tenir quatre navetes. Goldsman va dir que volien tornar a visitar l'«Stargazer», amb la qual Picard té una profunda connexió emocional, com a part del tema de la temporada de mirar enrere al passat. Blass va explicar que el registre de la nova versió no era «NCC-2893-A», seguint el patró utilitzat per a l'USS Enterprise de denotar la versió amb una lletra, perquè l'«Stargazer» «no té l'estatus a la Federació que tenia l'«Enterprise»... l'«Stargazer» no tenia aquest llegat». El plató del pont Stargazer és 3 metres més ample que el plató del pont de l'USS Enterprise-E a les pel·lícules de l'era Nova generació per permetre que diverses càmeres de pantalla ampla filmin dins del plató alhora, tot i que no és tan ample com el plató del pont de l'USS Discovery de Star Trek: Discovery.

### Rodatge
El rodatge estava previst que comencés a mitjans de juny de 2020, però es va retardar fins al gener de 2021 per la pandèmia de la COVID-19. El desembre de 2020, Ryan va dir que el rodatge començaria l'1 de febrer, però en aquella data va revelar que s'havia tornat a ajornar. La fotografia principal va començar el 16 de febrer, a Califòrnia, on la sèrie va rebre incentius fiscals per continuar filmant després de la primera temporada. Doug Aarniokoski va dirigir els dos primers episodis, i Crescenzo Notarile va tornar com a director de fotografia de la tercera temporada de Discovery. Jimmy Lindsey també va ser director de fotografia de la temporada. El rodatge en exteriors va tenir lloc més tard al febrer al Walt Disney Concert Hall de Los Angeles, per retratar l'Acadèmia de la Flota Estel·lar al primer episodi i el Palau Presidencial de la Confederació al segon. El SoFi Stadium d'Inglewood també es va utilitzar per representar part de l'Acadèmia de la Flota Estel·lar a l'estrena. A l'abril, de Lancie va dir que les escenes de la segona i tercera temporades de Picard es filmaven simultàniament. Les dues temporades van tenir un dels equips de televisió més grans de l'època, amb més de 450 membres.
Lea Thompson va dirigir el tercer i quart episodi, inclosa la seqüència on el repartiment principal viatja en el temps fins al 2024. Això no estava inicialment al guió del tercer episodi quan Thompson es va unir a la sèrie, però es va traslladar del segon episodi al tercer després de les reescriptures. Thompson va assenyalar que té experiència treballant amb històries de viatges en el temps després de protagonitzar la trilogia cinematogràfica Retorn al futur, i també va reconèixer que ja hi havia seqüències de viatges en el temps a Star Trek amb les quals volien ser coherents. La tripulació encara volia donar el seu "propi toc a com seria tornar enrere en el temps", i els visuals específics que Thompson va afegir a la seqüència inclouen espurnes que cauen i s'eleven de sobte del terra, una llàgrima a la galta de Jurati que es mou enrere i imatges capturades movent una càmera dolly cap endavant mentre es fa zoom, una tècnica popularitzada per Alfred Hitchcock. Thompson va passar molt de temps discutint com il·luminar el plató de "La Sirena" amb Notarile a causa de la seva gran mida i la complexa il·luminació necessària per a la seqüència de viatge en el temps, incloent-hi llums intermitents, espurnes, llums estroboscòpiques i una representació de la nau volant a prop del sol. També van haver d'il·luminar el plató amb el "to verd característic" de la Reina Borg per a l'escena on Picard i Jurati intenten extreure informació de la Reina Borg. La Torre Industrial Markridge que Raffi i Seven visiten al tercer episodi es va filmar al Wilshire Grand Center, l'edifici més alt de Los Angeles. El nom "Markridge" és una referència a 12 Monkeys. Mentre és a la torre, Raffi detecta un senyal alienígena que prové de MacArthur Park, que és on es va filmar la reunió de Picard amb Tallinn al quart episodi.
El director freqüent de Star Trek, Jonathan Frakes, va dirigir el cinquè i sisè episodis. El rodatge va començar a finals de juny de 2021. Frakes va parlar del canvi de to entre la primera i la segona temporada amb Matalas i Goldsman, però no de cap canvi en el seu propi estil de direcció. Va assenyalar que hi havia diversos paral·lelismes entre els episodis i el dela pel·lícula Star Trek: First Contact, que ell va dirigir, i va treballar amb Lindsey per replicar algunes de les tècniques que el director de fotografia Matthew F. Leonetti va utilitzar a la pel·lícula. Frakes també va reconèixer l'enfocament similar en la representació del 2024 a l'episodi en dues parts "Past Tense" de Deep Space Nine, del qual va dirigir la meitat. Frakes va explicar que ambdues representacions tenien "molt a veure amb la immigració i el maltractament de les persones brunes... que estiguin ambientades el 2024 ens serveix com a advertència a tots nosaltres". Va sentir que aquest element de la temporada ajudava a fer que semblés Star Trek malgrat l'ambientació contemporània. Frakes estava emocionat de tornar a treballar amb Stewart, Spiner i de Lancie després de protagonitzar amb ells La nova generació, destacant especialment l'escena en què Soong i Q es coneixen en un restaurant. Va elogiar Spiner i de Lancie per haver "millorat amb l'edat. Hi ha una confiança real en la manera com accepten els seus personatges". Per a l'escena on Q fa veure que és el terapeuta de Renée Picard, Frakes i de Lancie van decidir al plató que aquest últim havia d'utilitzar un accent austríac inspirat en Sigmund Freud. Frakes va reconèixer que això era "una mica evident" i quelcom que Matalas i Goldsman havien qüestionat, però van considerar que era divertit per a l'escena. L'interior de la gala en aquests episodis es va filmar principalment al Millennium Biltmore Hotel al Centre de Los Angeles. Els exteriors de la gala es van filmar al Fox Theater a Westwood Village.
Joe Menendez va dirigir el setè i el vuitè episodi, després d'haver treballat anteriorment amb Matalas a 12 Monkeys.:12:10–12:55 Michael Weaver va dirigir el novè i el desè episodi. L'ús de fum al plató durant el rodatge dels dos últims episodis va afectar les cordes vocals de Stewart, fent que la seva veu fos més ronca del que és habitual. Els productors planejaven tornar a gravar els seus diàlegs per als episodis, però Stewart els va animar a no fer-ho perquè "la feblesa de la [seva] veu reflectia la feblesa del personatge". El rodatge de la temporada va acabar el 2 de setembre de 2021 i la producció va passar completament al rodatge de la tercera temporada.

### Efectes visuals
Els proveïdors d'efectes visuals de la temporada foren Crafty Apes VFX, Outpost VFX, i Gradient Effects. Inicialment, Outpost només va ser contractat per treballar a l'accident de "La Sirena" i a la ubicació del Chateau Picard al tercer episodi, però el seu treball es va ampliar per incloure quatre episodis més de la temporada quan als productors els van agradar els resultats. Les imatges que mostren el Chateau Picard utilitzaven imatges aèries de la ubicació del castell, que calia ampliar per fer que semblés deteriorat per a les escenes del 2024 i "immaculat" per a les escenes del segle XXV. L'accident de "La Sirena" va requerir efectes de foc i espurna a la nau, així com simulacions del seu impacte als terrenys del castell.
Per a la flota de naus espacials que apareixen a l'estrena de la temporada, Blass volia respondre a les crítiques dels fans sobre la flota del final de la primera temporada, en què totes les naus semblaven molt similars. Tot i que sabia que això es feia a causa de les limitacions pràctiques en el modelatge de moltes naus diferents, Blass va buscar una solució viable per a aquesta temporada i va contactar amb els creadors del videojoc Star Trek Online sobre l'ús d'alguns dels seus models de naus estel·lars. Específicament volia utilitzar les naus més populars del joc, sempre que cap d'elles tingués quatre navetes perquè lStargazer pogués destacar al seu costat. El dissenyador i director d'art associat de Star Trek Online, Thomas Marrone, i el seu equip van proporcionar els seus models digitals de naus existents de l'era La nova generació (inclosa la classe Akira de Star Trek: First Contact), els seus propis models originals de possibles naus del segle XXV i alguns models nous creats específicament per a la temporada. Marrone va actualitzar els models amb més detall per coincidir amb la major qualitat esperada d'una sèrie de televisió, i l'equip d'efectes visuals de Picard va utilitzar aquests models en el seqüència final. Això significava que les naus espacials preferides pels fans del joc ara eren cànon de la franquícia (inclòs el creuer d'exploració de classe "Ross" i el creuer lleuger de classe "Reliant"), cosa que Marrone va dir que era un "somni fet realitat".
Les interfícies d'usuari de les naus espacials van ser creades per l'empresa d'efectes visuals Twisted Media, basades en el sistema informàtic LCARS. Van fer referència als dissenys de "La nova generació" i les pel·lícules d'aquella època, així com a la guia de referència "Star Trek: The Next Generation Technical Manual" (1991) de Rick Sternbach i Michael Okuda. Okuda va ser consultor sobre els dissenys LCARS de l'empresa, igual que Drexler, que també va proporcionar models digitals que es van integrar a les pantalles de la interfície. El pla original era afegir principalment les interfícies d'usuari durant la postproducció, però això va canviar després que Todd A. Marks i la seva empresa de reproducció de vídeo Images on Screen s'unís a la sèrie. Van utilitzar una combinació de pantalles OLED de LG i pantalles de projecció FlexGlass de Screen Innovations (combinades amb projectors de pantalla posterior) per mostrar les interfícies al plató durant el rodatge del primer i l'últim episodi.

### Música
El compositor Jeff Russo va dir el desembre de 2020 que estava començant a pensar en la banda sonora de la temporada, que presenta una "reorganització accelerada" del tema principal de la sèrie. Russo va fer això perquè volia "una mica més de ritme i una mica més d'excitació" per reflectir el to esbojarrat i ple d'acció de la segona temporada en comparació amb la primera temporada més contemplativa per a la qual va escriure originalment el tema. Després de fer referència al tema de Jerry Goldsmith de La nova generació i el tema original de Star Trek d'Alexander Courage a la seva música inicial per a la sèrie, Russo també fa referència al tema de First Contact de Goldsmith a la banda sonora de la segona temporada.
En la primera aparició de Thatcher com a punk a l'autobús a Missió salvar la Terra, el personatge escolta una cançó punk rock titulada "I Hate You" que Thatcher va escriure i interpretar amb membres de l'equip de la pel·lícula. Per a aquesta temporada, Thatcher va escriure i interpretar una nova cançó perquè el personatge l'escoltés titulada "I Still Hate You". Els editors de so de Missió salvar la Terra Mark Mangini i Aaron Glascock van tornar per gravar la nova cançó, tocant respectivament la guitarra i la bateria. Per al cameo d'Ozell, ella i la seva banda interpreten la cançó "Take You Down" del seu àlbum Overnight Lows. Menendez va triar la cançó, que Ozell va qualificar d'"himne fort, descarat, bluesy i poderós".
Russo havia començat a gravar la banda sonora de la temporada amb una orquestra al Sony Pictures Scoring Stage el desembre de 2021, i va completar la gravació per al final de temporada el gener. 12, 2022. Lakeshore Records va publicar digitalment un àlbum de la banda sonora el 29 d'abril de 2022, amb la banda sonora de Russo i la versió d'Alison Pill de "Shadows of the Night" de l'episodi "Two of One". Tota la música és de Jeff Russo, excepte on s'indiqui:
| 1.            | «Season 2 Main Title»          |               | 1:59    |
| 2.            | «Look Up»                      |               | 1:21    |
| 3.            | «Let's See What's Out There»   |               | 3:54    |
| 4.            | «The Pressure of Legacy»       |               | 1:12    |
| 5.            | «Penance»                      |               | 3:03    |
| 6.            | «Seek the Watcher»             |               | 5:06    |
| 7.            | «Best Laid Plans»              |               | 4:49    |
| 8.            | «What's My Full Name?»         |               | 2:44    |
| 9.            | «Disappointment in Leadership» |               | 4:24    |
| 10.           | «Family Secrets»               |               | 2:05    |
| 11.           | «Your Ancestor»                |               | 1:07    |
| 12.           | «A Melancholy»                 |               | 2:29    |
| 13.           | «A Taste of Freedom»           |               | 3:54    |
| 14.           | «Maximum Security Function»    |               | 1:20    |
| 15.           | «Lies Upon Lies»               |               | 2:22    |
| 16.           | «The Journey Inward»           |               | 3:12    |
| 17.           | «The True Monster»             |               | 3:05    |
| 18.           | «My Spaceship»                 |               | 1:30    |
| 19.           | «Deepest Truth»                |               | 2:32    |
| 20.           | «My Truth»                     |               | 2:55    |
| 21.           | «Build Back Better Borg»       |               | 4:53    |
| 22.           | «Opening the Door»             |               | 4:06    |
| 23.           | «Honoring the Deal»            |               | 3:41    |
| 24.           | «The Travelers»                |               | 1:36    |
| 25.           | «Where You Belong»             |               | 3:03    |
| 26.           | «Guardian at the Gate»         |               | 3:43    |
| 27.           | «Second Chances»               |               | 3:13    |
| 28.           | «Fly Me to the Moon»           |               | 1:42    |
| 29.           | «Shadows of the Night»         | Alison Pill   | 1:28    |
| 30.           | «Season 2 End Credits (201)»   |               | 0:54    |
| 31.           | «Season 2 End Credits (209)»   |               | 0:53    |
| Durada total: | Durada total:                  | Durada total: | 1:24:00 |

## Màrqueting
El juny de 2020, la CBS va anunciar que participava en l'"All In Challenge" per recaptar diners per a l'ajuda contra la COVID-19. Els diners donats a la campanya anirien a organitzacions benèfiques com ara Feeding America, Meals on Wheels, World Central Kitchen i No Kid Hungry, i els fans que fessin donacions podrien guanyar l'oportunitat de visitar el plató de la sèrie, conèixer Patrick Stewart i tenir un paper secundari en un episodi. El febrer de 2021, Stewart va aparèixer en una campanya de màrqueting per a la Super Bowl LV que anunciava el servei de streaming rebatejat Paramount+. Es va celebrar un panell per a la temporada durant l'esdeveniment virtual "First Contact Day" el 5 d'abril de 2021, celebrant la franquícia durant la festivitat fictícia que marca el primer contacte entre humans i extraterrestres a l'univers "Star Trek". Stewart i de Lancie van parlar de la temporada al panell, que va estrenar un teaser que revelava l'enfocament en el viatge en el temps i el retorn de Q. Es va publicar un segon teaser coincidint amb el "Dia del Capità Picard" el 16 de juny, amb una mirada al retorn de de Lancie i una insinuació d'una línia temporal alternativa per als personatges. També es va publicar un pòster promocional amb un Los Angeles d'aspecte contemporani. Liz Shannon Miller de Collider va destacar l'aparició de Q al tràiler, així com l'èmfasi en altres personatges com ara Set de Nou en escenaris de línia temporal alternativa. Matthew Jackson de Syfy Wire també va destacar l'aparició de Q, dient que li posava la pell de gallina. James Whitbrook de io9 es va centrar en Set de Nou apareixent sense els seus implants Borg i va descriure el pòster promocional com a "críptic".
L'esdeveniment virtual "Star Trek Day" del 8 de setembre, que celebrava el 55è aniversari de l'estrena de Star Trek: La sèrie o riginal, va incloure un panell per a la temporada on es va revelar un nou tràiler. Germain Lussier de io9 va considerar que responia algunes preguntes sobre la trama de la temporada, que va comparar amb Retorn al futur II (1989), però també va plantejar més preguntes. Va assenyalar que la trama del viatge en el temps permetia que la temporada es filmés al Los Angeles actual d'una manera similar a Star Trek 4: Missió salvar la Terra. Joshua Meyer de /Film va destacar la revelació de la reina Borg, així com l'aparent comentari social del tràiler, inclòs on juxtaposa una "manifestació a l'estil Nuremberg" amb imatges de Hong Kong en una aparent referència a les protestes de Hong Kong del 2019-2020. Va veure això com una prova que Picard era la més evident de l'actual sèrie Star Trek en els seus intents de comentari social, cosa que la va posar més en línia amb les sèries anteriors de Star Trek. Meyer també va comparar la imatgeria totalitària del tràiler amb escenes similars de Star Wars episodi VII: El despertar de la força (2015). El tràiler oficial i les imatges clau de la temporada es van publicar el gener de 2022 després que es revelés la data d'estrena. Els comentaristes van dir que el tràiler cobria molts dels mateixos conceptes que els teasers anteriors, incloent-hi Q i el viatge en el temps, però també donava un primer cop d'ull al retorn de Goldberg a la temporada, que va ser el punt culminant per a molts. Adam Holmes de CinemaBlend, que creia que Guinan era el personatge recurrent més important de La nova generació, va dir que el tràiler "finalment ens dóna el nostre primer tast" del paper de Goldberg després que ella acceptés públicament tornar. Va especular sobre com la temporada explicaria el fet que Goldberg ha envellit des que va interpretar Guinan per última vegada, tot i que les seves escenes aparentment estaven ambientades en el passat.
Coincidint amb l'estrena de la temporada, Paramount+ va inaugurar l'esdeveniment pop-up 10 Forward: The Experience a Los Angeles el 10 de març, durant 10 dies. Cada dia hi havia un camió de menjar local diferent, així com còctels temàtics i la "Botiga de la Cantina 10 Forward" on es podia comprar marxandatge. L'esdeveniment també va incloure "entorns experiencials", "interaccions digitals" i oportunitats per fer fotos. Es va animar els convidats a vestir-se de cosplay. Paramount+ també va portar l'esdeveniment emergent 10 Forward: The Experience a San Diego del 21 al 24 de juliol per a la San Diego Comic-Con de 2022. El 23 de juliol va tenir lloc un esdeveniment sorpresa amb membres del repartiment. A la convenció Star Trek de Las Vegas a l'agost, Star Trek Wines va anunciar el vi 2401 Chateau Picard i un vi risian basat en els que es veuen a "The Star Gazer". Les ampolles es van basar en escanejos dels accessoris de l'episodi.

## Llançament

### Transmissió en streaming i emissió
La temporada es va estrenar el 3 de març de 2022 a Paramount+ als Estats Units, i es va emetre durant 10 episodis fins al 5 de maig. Cada episodi va ser emès al Canadà per Bell Media el mateix dia que als Estats Units, als canals especialitzats CTV Sci-Fi Channel (anglès) i Z (francès) abans de ser emès en streaming a Crave. Amazon Prime Video va llançar cada episodi en un termini de 24 hores després del seu debut als Estats Units a més de 200 països i territoris. El febrer de 2023, Paramount va fer un nou acord amb Prime Video per a la sèrie drets de transmissió internacional. Això va permetre que la temporada s'afegís a Paramount+ en alguns altres països, a més de romandre a Prime Video. L'agost de 2023, el contingut de "Star Trek" es va eliminar de Crave i la temporada va començar a emetre's en streaming al Canadà a Paramount+. La sèrie continuaria emetent-se a CTV Sci-Fi i estaria disponible a CTV.ca i a l'aplicació CTV.

### Mitjans domèstics
La temporada es va publicar en format DVD, Blu-Ray i caixa metàl·lica d'edició limitada als Estats Units el 4 d'octubre de 2022. El llançament inclou els 10 episodis, així com escenes eliminades, un vídeo de preses falses i reportatges sobre la creació i el disseny de l'USS Stargazer, la fabricació dels decorats del Chateau Picard, els accessoris de la temporada, la història de Q amb de Lancie i les noves pròtesis de la temporada per a la reina Borg. El 5 de setembre de 2023 es va publicar una caixa amb la sèrie completa i més de set hores de reportatges especials, mentre que una "Picard Legacy Collection" en Blu-ray de 54 discs que inclou aquesta sèrie es va publicar el novembre. 7.

## Recepció

### Espectadors
Whip Media, que fa un seguiment de les dades d'audiència dels 19 milions d'usuaris a tot el món de la seva aplicació TV Time, va classificar Picard entre les 10 sèries de streaming originals amb més audiència als Estats Units cada setmana que es va estrenar la temporada, excepte la setmana de l'estrena de la temporada. Parrot Analytics determina les "expressions de demanda" de l'audiència basant-se en diverses fonts de dades, i l'empresa va calcular que Picard va ser la tercera sèrie de streaming amb més demanda als Estats Units el març del 2022, darrere de The Mandalorian de Disney+ i Stranger Things de Netflix. Aquesta va ser la primera vegada que una sèrie de Paramount+ va aparèixer al rànquing mensual de la companyia en nou mesos, i van dir que la sèrie tenia 32 vegades més demanda que la sèrie de streaming mitjana dels EUA. Va baixar lleugerament a 31,4 vegades més demanda a l'abril de 2022, tot i que això la va convertir en la sisena sèrie més demandada de la llista de Parrot després que es publiquessin diverses sèries noves. Picard va ser la novena sèrie més demandada al maig de 2022, segons Parrot, fins a 27,4 vegades més demandada que la sèrie mitjana. Això va ser per darrere de Star Trek: Strange New Worlds, que va debutar en cinquè lloc.

### Resposta de la crítica
El lloc web agregador de ressenyes Rotten Tomatoes va informar d'una puntuació d'aprovació del 85% amb una qualificació mitjana de 7,95/10 basada en 95 ressenyes. El consens crític del lloc web diu: "Picard rep suport dels favorits dels fans de la franquícia en una segona temporada que traça un rumb cap a la recuperació de més l'esperit clàssic de Star Trek i ho fa realitat". Metacritic, que utilitza una mitjana ponderada, va assignar una puntuació de 69 sobre 100 basada en les crítiques de 7 crítics, cosa que indica crítiques "generalment favorables".
IGN va donar a la temporada una puntuació negativa. la crítica diu que "podria ser la pitjor temporada de Star Trek mai produïda". La crítica també afirmava que, tot i que la temporada "va començar bé, buscant esmenar alguns dels errors del primer any de la sèrie... en intentar abraçar i celebrar les coses que els fans estimen de Star Trek, la sèrie va caure en el parany de regurgitar vells conceptes".
El març de 2024, Matalas va reconèixer algunes de les preocupacions que el públic tenia amb la temporada, dient "Crec que pots sentir quan mires la segona temporada que hi ha moltes idees diferents aquí". Ho va atribuir a les reescriptures que l'estudi va sol·licitar, així com a les complicacions de fer la segona i la tercera temporades alhora.

### Reconeixements
| Any  | Premi                                                        | Categoria                                                                                  | Nominat(s) | Resultat | Ref.            |
| ---- | ------------------------------------------------------------ | ------------------------------------------------------------------------------------------ | --- | -------- | --------------- |
| 2022 | Premis Black Reel                                            | Millor actriu convidada en sèrie dramàtica                                                 | Whoopi Goldberg | Nominat  | [ 158 ] [ 159 ] |
| 2022 | Premis Imagen                                                | Millor actor secundari – Drama (Televisió)                                                 | Santiago Cabrera | Nominat  | [ 160 ]         |
| 2022 | Premis Emmy de les Arts Creatives Primetime                  | Vestit de fantasia/ciència-ficció destacat                                                 | Christine Bieselin Clark, Michell Ray Kenney i Allison Agler (per "Penance")                                                                           | Nominat  | [ 161 ]         |
| 2022 | Premis Emmy de les Arts Creatives Primetime                  | Millor maquillatge d'època i/o de personatge (no protètic)                                 | Silvina Knight, Tanya Cookingham, Peter De Oliveira, Allyson Carey i Hanny Eisen (per "Hide and Seek")                                                 | Nominat  | [ 161 ]         |
| 2022 | Premis Emmy de les Arts Creatives Primetime                  | Millor maquillatge protètic                                                                | James Mackinnon, Vincent Van Dyke, Kevin Kirkpatrick, Hugo Villasenor, Bianca Appice, Neville Page, Toryn Reed i Ralis Kahn (per "Hide and Seek")      | Nominat  | [ 161 ]         |
| 2022 | Premis Emmy de les Arts Creatives Primetime                  | Millor edició de so per a una sèrie de comèdia o dramàtica (una hora)                      | Matthew E. Taylor, Michael Schapiro, Sean Hessinger, Alex Pugh, Clay Weber, John Sanacore, Ben Schorr, Katherine Harper i Ginger Geary (per "Penance") | Nominat  | [ 161 ]         |
| 2022 | Premis de la Societat de Decoradors d'Escenografia d'Amèrica | Millor Assoliment en Decoració/Disseny d'una Sèrie de Fantasia o Ciència-Ficció d'una Hora | Timothy Stepeck i David Blass | Nominat  | [ 162 ]         |